# Protoromán nyelv

A keleti újlatin nyelvek mai elterjedése

Protoromán nyelvnek a nyelvészek azt a feltételezett egységes nyelvet tekintik, amelyből egyesek szerint a mai román, az aromán, a meglenoromán és az isztroromán nyelvek keletkeztek. A legtöbb román nyelvész szerint ezek csak a román nyelv dialektusai. Ebből a nézőpontból a román nyelv a dákoromán dialektus lenne.
Mivel nincsenek fennmaradt írott dokumentumai, e nyelv vonásaira nyelvészek következtetnek, a keleti újlatin nyelvek közös vonásai alapján. A protoromán rekonstruálása sem nem teljes (általában a hangtanára és az alaktanára korlátozódik), sem nem egységesen elfogadott minden aspektusára nézve. Annyi bizonyos, hogy a vulgáris latin nyelv dunainak nevezett változatából fejlődött ki.

## A protoromán nyelv keletkezése
A vulgáris latin dunai változatának léte akkor kezdődött, miután i. e. 229-ben a rómaiak elkezdték meghódítani  a Balkán-félszigetet (első római–illír háború). Írott forrásai az egykori Moesiában talált kb. 3000, és az egykori Daciában talált kb. ugyanannyi felirat.
Elégséges és megbízható írott források hiánya és ellentétes politikai érdekek létezése miatt a protoromán keletkezésének területe vitatott. Több elmélet ütközött egymással ennek kapcsán a történelem során. Három fő vélemény fogalmazódott meg: az, hogy csak a Dunától délre, az, hogy csak a Dunától északra, és az, hogy úgy a folyamtól délre, mint attól északra keletkezett.

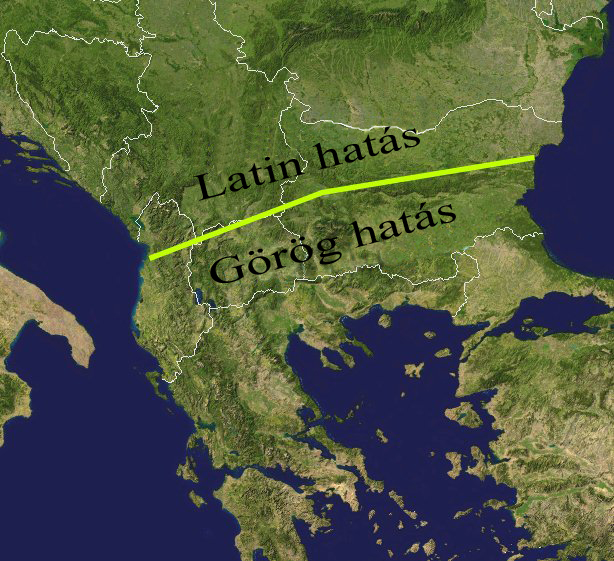
A Jireček-vonal

Időben az első elméletet Eduard Robert Rösler osztrák történész fejlesztette ki Franz Josef Sulzer, Josef Karl Eder  és Johann Christian von Engel  elméleteiből kiindulva. Ezen elmélet szerint, melyet elfogadott Gustav Weigand  német nyelvész és Alexandru Philippide  román nyelvész is, a protoromán nyelv a Dunától délre keletkezett az i. e. 3. századdal kezdődően, a rómaiak hódításai nyomán, melyek a Jireček-vonal és a Duna közötti területeken élő lakosságot romanizálták, és ez a folyamat hat századon át tartott. Ennek a népességnek egy része később, a 12. században a Dunától északra vándorolt volna. Ennek az elméletnek a fő érve az, hogy Daciában a római uralom csak kb. másfél századon át volt jelen. Ha voltak is ott római telepesek és romanizált helyi lakosok, ezek elhagyták volna az országot a római hatóságokkal együtt 271-ben. Ezt az elméletet elfogadják főleg nem román történészek, köztük magyarok, akik úgy vélik, hogy a románok délről kezdtek bevándorolni a Dunától északra a 11.–12. században, előbb a Kárpátokig, majd legkorábban a 12. század vége felétől kezdődően Erdélybe is.
Ennek az elméletnek az ellenzője a többi kettő. Hangoztatóik azt állapították meg, hogy Rösler elméletének a szándéka politikai volt, ugyanis az erdélyi románok arra is alapozták a többi nemzetiséggel való egyenlő jogok követelését, hogy ők előbb voltak Erdélyben, mint a többiek.
A Rösler-féle elmélettel ma a legkevésbé elfogadott ellentétes nézet szerint, melyet Bogdan Petriceicu Hasdeu  19. században élt román történész és nyelvész hangoztatott, a román nyelv csak a Dunától északra fekvő területeken, azaz Daciában keletkezett volna, miután a rómaiak elfoglalták 106-ban, és a román ajkú kisebbségek jelenléte a Dunától délre fekvő területeken utólagos kivándorlásoknak tudható be.
A 20. század elején Nicolae Densusianu  román történész Hasdeu elméletéből indult ki, és fantáziaszülte következtetésekre jutott. Szerinte létezett egy pelaszg civilizáció, mely az Atlanti-óceántól az Urálig terjedt, és ennek a mai Románia volt a központja. Azt is állította, hogy a latinok és a kelták valójában még a történelmi idők előtt elvándorolt dákok voltak, és hogy nyelveik a dák nyelvből származnak, a román nyelv pedig közvetlenül ebben gyökerezett, ami azt jelentené, hogy ez a nyelv ötezer éven át a máig legjobban fennmaradt nyelv.
Ma a főleg román történészek és nyelvészek által leginkább elfogadott elmélet a protoromán nyelv keletkezését úgy a Dunától délre, mint a Dunától északra teszi. Ez a folyamat i. e. 229-ben, a rómaiak hódításaival kezdődött, akik sorban uralmuk alá vették előbb az illíreket és a trákokat, majd a gétákat és végül, 106-ban, a dákokat. A Római birodalom különböző régióiból ezek területeire behozott emberek letelepedése a helyi lakosság romanizálásához vezetett, mivel a telepesek és a helyi lakosok számára a vulgáris latin volt az egyetlen nyelv, amelyen kommunikálhattak, és ezért az utóbbiak is elsajátították. Következésképpen az illír-trák nyelvek kihaltak, kivéve Albániában, és a románban csak kevés szó maradt meg belőlük. Ez az elmélet főleg a Röslerének mond ellent, a legtöbb román történész dák–római folytonosság elméletének keretében, mely szerint a Daciában romanizált lakosság nem hagyta el az országot a római hatóságokkal együtt, ami azt támasztaná alá, hogy a románok már jelen voltak Erdélyben a magyar honfoglalás előtt. A protoromán nyelv keletkezésének ezen területi aspektusának nézetét magukénak vallja a mai román nyelvészek többsége is, akik ebben elődeik (Ovid Densusianu , Sextil Pușcariu, Theodor Capidan , Alexandru Rosetti , Emil Petrovici , Gheorghe Ivănescu  stb.) folytatói.
Az is vitatott, hogy mely időszakra vonatkozóan lehet beszélni a protoromán nyelv létezéséről: 5.–7./8. század, 6. század, 6.–8. század, 7.–8. század vagy 8. század.
A protoromán nyelvnek nincsenek írott forrásai. Az egyetlen fennmaradt protoromán írott emlék egyes kutatók szerint a torna, torna, fratre ’fordulj meg, fordulj meg, testvér’ mondat lenne. Ennek első, megismételt szava Theophülaktosz Szimokattész bizánci krónikás Történetek című, 630 körül megjelent művében jelent meg, majd az egész mondatot egy másik bizánci krónikás, Theophanész Homologétész írta le 810–814 táján. A mondat 587-ben hangzott volna el a bizánci hadsereg egyik avarok elleni hadjárata közben egy bizánci katona szájából, aki észrevette, hogy az előtte haladó társa öszvérének hátáról lecsúszik a málha, és a helyi lakosság nyelvén kiáltotta neki oda, hogy forduljon meg megigazítani. Ezt a többiek megfordulást parancsoló vezényszóként értelmezték, és tovább kiáltották, mire zűrzavar keletkezett a seregben. Ez a mondat annak a bizonyítéka lenne, hogy a helyi lakosság a protoromán nyelvet beszélte a 6. században. Más szerzők szerint viszont ez még a dunai vulgáris latin nyelven lenne, miközben megint mások már aromán nyelvemléknek tartják.
A 6. században szlávok kezdtek behatolni a protoromán nyelv területére, és jelenlétük tömeges lett a következő században. Ez fokozatosan a protoromán tömb feldarabolásához vezetett, mivel szláv csoportok ékelődtek protoromán csoportok közé, és ez végül a protoromán nyelv a mai keleti újlatin nyelvekre való feloszlását okozta. Azt feltételezik, hogy az első keleti újlatin nyelv, mely levált a protorománról az aromán volt, legkésőbb a 10. században. A meglenoromán lett volna a második, mely külön nyelvvé vált a 12.–13. században. Vitatott az, hogy mely entitásról és mikor vált le az isztroromán nyelv: a dákorománról a 10. században vagy az egyik déli nyelvről a 13. században.

## A protoromán nyelv vonásai
A legelterjedtebb elmélet szerint a protoromán nyelv szubsztrátuma trák-dák. Ennek csak bizonytalan nyomai maradtak fenn: régi szerzők szporadikus feljegyzései, görög és latin feliratokon és pénzérméken talált egyes szavak, tulajdonnevek (személynevek, helységnevek, vizek és hegyek nevei), görög és latin növénytani és orvosi írásokban található gyógynövények nevei.
Általában azokról a román szavakról tartják, hogy trák-dák eredetűek, amelyek az albán nyelvben is megvannak, egyik nyelvben sem biztosan nem latin, ógörög vagy ószláv eredetűek, és nem a román nyelven belül keletkeztek. Az albán nyelvre való hivatkozás arra alapszik, hogy egyesek szerint a trákból, mások szerint ennek rokon nyelvéből, az illírből származik.
A szubsztrátumból vitatott számú szó, valamint néhány hangtani, szóalkotási, alaktani és mondattani elem származhat, melyek nem befolyásolták a román lényegileg latin jellegét.
A protoromán nyelv szupersztrátumát az ószláv nyelv képezi. Ez nagyjából a 7. és a 11. század között hatott a protorománra. Eredménye szavak és lexikális képzők gazdag tárában, valamint egyes hangtani, alaktani és mondattani elemekben nyilvánul meg.
A protoromán főbb vonásai, melyek a latinból örököltek vagy ebből kiindulva fejlődtek ki, a következők:
- a névszók esetében nőnem egyes számban a birtokos eset és a részes eset ugyanazzal a raggal való megkülönböztetése az alanyesettől, például mamă ’anya’ vs. mame (pl. copilul unei mame ’egy anya gyereke’, florile date unei mame ’egy anyának adott virágok’);
- a határozott artikulus a szó végére való illesztése (végartikulus): lup ’farkas’ → lupul ’a farkas’;
- semlegesnem többes számban az -uri végződés elszaporodása: cuib ’fészek’ → cuiburi ’fészkek’;
- az analitikus alakú jövő idő, a latin volo ’akar’ igéből származó segédigével: voi cânta ’énekelni fogok’;
- az analitikus alakú feltételes mód jelen idő: aș cânta ’énekelnék’;
- az [ə] (közepesen nyílt, középen képzett, ajakkerekítés nélküli magánhangzó) megjelenése: casă ['kasə].[27]

### Közvetlen források
- (románul) Boia, Lucian. Istorie și mit în conștiința românească (Történelem és mítosz a román tudatban). 2. kiadás. Bukarest: Humanitas. 2011. ISBN 978-973-50-2902-9 (Hozzáférés: 2017. május 1)
- (románul) Brâncuș, Grigore. Introducere în istoria limbii române I (Bevezetés a román nyelv történetébe). 1. kötet. 2. kiadás. Bukarest: Editura Fundației România de Mâine, 2005. ISBN 973-725-219-5 (Hozzáférés: 2017. 2017. május 1)
- (angolul) Pană Dindelegan, Gabriela. The Grammar of Romanian (A román nyelv grammatikája). Oxford: Oxford University Press. 2013. ISBN 978-0-19-964492-6 (Hozzáférés: 2017. május 1)
- (románul) Sala, Marius (szerk.). Enciclopedia limbilor romanice (Az újlatin nyelvek enciklopédiája). Bukarest: Editura Științifică și Enciclopedică. 1989. ISBN 973-29-0043-1
- (románul) Sala, Marius, Vocabularul reprezentativ al limbilor romanice (Az újlatin nyelvek jellegzetes szókészlete). Bukarest: Editura Științifică și Enciclopedică, 1988
- Zsoldos Attila. Közös múlt a középkorban. História. 4.–5. sz. 2008. 7–8. o. (Hozzáférés: 2017. május 1)

### Közvetett források
- (románul) Densușianu, Nicolae. Dacia preistorică (A történelem előtti Dacia). Posztumusz kiadás. Bukarest. 1913
- (románul) Hasdeu, Bogdan Petriceicu. Etymologicum magnum Romaniae. 1.–4. kötet. Bukarest: Socec. 1887–1898
- (németül) Rösler, Eduard Robert. Romänische Studien. Untersuchungen zur älteren Geschichte Romäniens (Román vonatkozású tanulmányok. Románia régi történetével kapcsolatos kutatások). Leipzig: Von Duncker & Humblot. 1871 (Hozzáférés: 2023. július 14)